# Víctor Valdés
Víctor Valdés i Arribas (n. 14 ianuarie 1982, L'Hospitalet de Llobregat, Catalonia) este un fotbalist retras spaniol care a evoluat pe postul de portar.
El și-a petrecut cea mai mare parte a carierei sale profesionale la FC Barcelona în La Liga, fiind considerat unul din cei mai buni portari din istoria clubului și având la activ peste 500 de meciuri oficiale jucate pentru club în toate competițiile și un număr de 21 de titluri majore cucerite, printre care șase titluri La Liga și trei UEFA Champions League.

## Palmares
FC Barcelona
- La Liga: 2004–05, 2005–06, 2008–09, 2009–10, 2010–11, 2012–13
- Copa del Rey: 2008–09, 2011–12

Finalist: 2010–11, 2013–14
- Supercopa de España: 2005, 2006, 2009, 2010, 2011, 2013

Finalist: 2012
- UEFA Champions League: 2005-2006, 2008-2009, 2010-11
- Supercupa Europei: 2009, 2011

Finalist: 2006
- Campionatul Mondial al Cluburilor FIFA: 2009, 2011

Finalist: 2006

### Națională
Spania
- Campionatul Mondial de Fotbal: 2010
- Campionatul European de Fotbal: 2012

### Individual
- Trofeul Zamora: 2004–05, 2008–09, 2009–10, 2010–11, 2011–12
- ESM Team of the Year: 2010–11
- Portarul anului în La Liga: 2010–11

## Statistici carieră

### Club
La 31 august 2014.
| Club              | Sezon         | Campionat | Campionat | Cupă    | Cupă  | Europa  | Europa | Altele  | Altele | Total   | Total |
| Club              | Sezon         | Meciuri   | Goluri    | Meciuri | Goals | Meciuri | Goluri | Meciuri | Goluri | Meciuri | Goals |
| ----------------- | ------------- | --------- | --------- | ------- | ----- | ------- | ------ | ------- | ------ | ------- | ----- |
| Barcelona B       | 2000–01       | 14        | —         | —       | —     | —       | —      | —       | —      | 14      | —     |
| Barcelona B       | 2001–02       | 43        | —         | —       | —     | —       | —      | —       | —      | 43      | —     |
| Barcelona B       | 2002–03       | 20        | —         | —       | —     | —       | —      | —       | —      | 20      | —     |
| Barcelona B       | Total         | 77        | —         | —       | —     | —       | —      | —       | —      | 77      | —     |
| Barcelona         | 2002–03       | 14        | 0         | 0       | 0     | 6       | 0      | —       | —      | 20      | 0     |
| Barcelona         | 2003–04       | 33        | 0         | 6       | 0     | 5       | 0      | —       | —      | 44      | 0     |
| Barcelona         | 2004–05       | 35        | 0         | 0       | 0     | 8       | 0      | —       | —      | 43      | 0     |
| Barcelona         | 2005–06       | 35        | 0         | 0       | 0     | 12      | 0      | 2       | 0      | 49      | 0     |
| Barcelona         | 2006–07       | 38        | 0         | 0       | 0     | 8       | 0      | 4       | 0      | 50      | 0     |
| Barcelona         | 2007–08       | 35        | 0         | 6       | 0     | 11      | 0      | —       | —      | 52      | 0     |
| Barcelona         | 2008–09       | 35        | 0         | 0       | 0     | 14      | 0      | —       | —      | 49      | 0     |
| Barcelona         | 2009–10       | 38        | 0         | 0       | 0     | 12      | 0      | 5       | 0      | 55      | 0     |
| Barcelona         | 2010–11       | 32        | 0         | 0       | 0     | 11      | 0      | 1       | 0      | 44      | 0     |
| Barcelona         | 2011–12       | 35        | 0         | 0       | 0     | 11      | 0      | 5       | 0      | 51      | 0     |
| Barcelona         | 2012–13       | 31        | 0         | 0       | 0     | 11      | 0      | 2       | 0      | 44      | 0     |
| Barcelona         | 2013–14       | 26        | 0         | 0       | 0     | 6       | 0      | 2       | 0      | 34      | 0     |
| Barcelona         | Total         | 387       | 0         | 12      | 0     | 115     | 0      | 21      | 0      | 535     | 0     |
| Manchester United | 2014–15       | 0         | 0         | 0       | 0     | —       | —      | —       | —      | 0       | 0     |
| Total carieră     | Total carieră | 464       | 0         | 12      | 0     | 115     | 0      | 21      | 0      | 612     | 0     |

### Internațional
| Spania | Spania  | Spania |
| An     | Meciuri | Goluri |
| ------ | ------- | ------ |
| 2010   | 3       | 0      |
| 2011   | 4       | 0      |
| 2012   | 3       | 0      |
| 2013   | 9       | 0      |
| 2014   | 1       | 0      |
| Total  | 20      | 0      |